# 1999 VS30
1999 VS30 är en asteroid i huvudbältet som upptäcktes den 3 november 1999 av LINEAR i Socorro County, New Mexico.
Asteroiden har en diameter på ungefär 3 kilometer och den tillhör asteroidgruppen Vesta.